# FOREVER YOURS
《FOREVER YOURS》是日本乐队Every Little Thing在1998年6月17日公開的第9首單曲作品。

## 關於
- 是持田香織演出廣告「SEA BREEZE」的主題曲。
- 第3首獲得公信榜第1位的歌曲。
- 收錄於精選專輯「Every Best Single +3」。

## 收錄樂曲
- FOREVER YOURS
- FOREVER YOURS（Angelic Summer Mix）
- FOREVER YOURS（Instrumental）